# ويليس كينت
ويليس كينت (بالإنجليزية: Willis Kent)‏ هو منتج أفلام أمريكي، ولد في 8 يونيو 1878، وتوفي في 11 مارس 1966.

## وصلات خارجية
- ويليس كينت على موقع IMDb (الإنجليزية)
- ويليس كينت على موقع قاعدة بيانات الفيلم (الإنجليزية)